# Athenaea
Pour les articles homonymes, voir Athénée.
Genre
Athenaea est un genre de plantes de la famille des Solanaceae.